# Battle Tendency
Battle Tendency (Nhật: 戦闘潮流 (Chiến đấu triều lưu) Hepburn: Sentō Chōryū) là phần manga thứ hai trong loạt truyện JoJo no Kimyou na Bouken do Araki Hirohiko sáng tác trên tạp chí Weekly Shōnen Jump của Shueisha từ năm 1987 đến 1989 và được tổng bợp thành bảy tập tankōbon'. Trong ấn phẩm gốc, bộ truyện được gọi là JoJo's Bizarre Adventure Part 2 Joseph Joestar: His Proud Lineage (ジョジョの奇妙な冒険 第二部 ジョセフ・ジョースター ―その誇り高き血統 JoJo no Kimyō na Bōken Dai Ni Bu Josefu Jōsutā Sono Hokoritakaki Kettō). Battle Tendency cùng với phần trước Phantom Blood được David Production chuyển thể thành mùa đầu tiên của loạt phim anime truyền hình cùng tên từ tháng 12 năm 2012 đến tháng 4 năm 2013.
Battle Tendency được phát cho điện thoại thông minh và máy tính bảng vào 2012. Bộ truyện được Viz Media xuất bản tiếng Anh cho khu vực Bắc Mĩ vào 2015. Bốn tập của phần truyện này được phát hành lại dưới tên JoJonium vào năm 2014.

## Cốt truyện
Trong cốt truyện của loạt phim, 10.000 năm trước ở một nơi có thể là Mexico ngày nay, nó bắt đầu với một chủng tộc bí ẩn nhưng mạnh mẽ, có thể sống rất lâu và có thể hấp thụ sinh lực từ thực vật và động vật, mặc dù họ có nhược điểm là dễ bị phân hủy nếu gặp ánh sáng mặt trời và do đó sống dưới lòng đất. Kars, một hình người sống dưới lòng đất được biết đến với cái tên Trụ nhân, đã tạo ra một chiếc mặt nạ đá ban cho sự bất tử bằng cách hấp thụ năng lượng sống để chinh phục mặt trời (thứ giết chết đồng loại của anh ta). Hắn tàn sát tất cả, trừ bốn người trong bộ tộc. Vì cơ thể của những Người đàn ông Trụ nhân đã bất tử, nên họ cần nhiều sức mạnh hơn để họ trở thành những sinh vật tối thượng. Vào năm 39 sau Công Nguyên, ba trong số các Trụ nhân, Kars, Wamuu và Esidisi, đến Đế chế La Mã để tìm một Viên đá Đỏ Aja được cắt gọt hoàn hảo được gọi là Siêu Aja. Kars, Wamuu và Esidisi đã phát triển phong cách chiến đấu để chống lại Hamon, một loại năng lượng có cùng đặc tính với năng lượng từ ánh sáng mặt trời, và gần như xóa sổ bộ tộc Hamon, nhưng viên đá thoát ra trong gang tấc chúng. Sau đó, Pillar Men chìm vào giấc ngủ 2.000 năm.
Năm 1889, chồng của Erina Joestar là Jonathan đã mất mạng trên một con tàu ở Đại Tây Dương. Erina sống sót và cứu sống một bé gái có cha mẹ bị giết bởi chiếc mặt nạ đá. Cô gái mang tên Elizabeth, được nuôi dưỡng bởi bậc thầy về Hamon, tên là Straizo, người đã dạy cô sử dụng Hamon và trao cho cô ấy viên đá Aja. Elizabeth kết hôn với George, con trai của Erina và họ có một cậu con trai tên là Joseph. Khi Joseph còn là một đứa bé, George đã bị giết bởi một thây ma trà trộn với tư cách là chỉ huy của Quân đoàn không quân Hoàng gia Anh và cái chết của anh ta đã bị che giấu. Elizabeth đã giết chết con thây ma và lệnh bắt giữ cô được gửi đi. Elizabeth đã lẩn trốn và lấy bí danh là Lisa Lisa. Joseph được Erina nuôi dưỡng. Anh thừa hưởng khả năng Hamon từ Jonathan.
Khi bắt đầu loạt phim, vào mùa thu năm 1938, Joseph và Erina chuyển từ London đến New York. Trong khi đó, ông trùm dầu mỏ Robert E. O. Speedwagon mời Straizo đến Mexico để tiêu diệt một Pillar Man đang ngủ với sức mạnh Hamon. Straizo thay vào đó làm vết thương của Speedwagon, và sử dụng một chiếc mặt nạ đá gần Pillar Man và máu của Speedwagon để trở thành một ma cà rồng bất tử. Straizo đến New York để tiêu diệt Joseph và Erina, được cho là những người cuối cùng biết về chiếc mặt nạ đá. Khi Joseph đánh bại Straizo, Straizo nói với anh rằng tên người cột đó sắp thức tỉnh và anh sẽ sớm gặp nó. Bị hấp dẫn, Joseph đến Mexico. Joseph cứu Speedwagon, người đã sống sót khỏi tên Người cột tên là Santana, và lừa Santana biến thành đá do ánh sáng mặt trời phản chiếu từ giếng.
Joseph và Speedwagon đi đến Rome, nơi họ gặp Caesar Zeppeli, một người được đào tạo Hamon để tiếp tục di sản của cha anh là Mario và ông nội Will. Tuy nhiên, nhóm đến quá muộn để ngăn cản Kars, Wamuu và Esidisi thức tỉnh. Joseph đã đánh vào lòng kiêu hãnh của Wamuu và thuyết phục hắn để anh ta sống để trở thành một đối thủ xứng tầm hơn. Cả Wamuu và Esidisi đều cấy những chiếc nhẫn chứa đầy chất độc vào động mạch chủ và khí quản của mình, cho Joseph 33 ngày để lấy thuốc giải độc từ mỗi người.
Joseph và Caesar tập luyện Hamon dưới sự dẫn dắt của Lisa Lisa trên đảo Air Suplena ngoài khơi Venice. Joseph và Caesar tiêu diệt Esidisi. Nhóm theo dõi Kars và Wamuu đến Thụy Sĩ. Caesar bị giết khi chiến đấu một chọi một với Wamuu, và lấy thuốc giải độc cho Joseph trước khi chết. Sau đó Joseph và Lisa Lisa đối đầu với Kars và Wamuu để giành hòn đá Aja, Lisa Lisa đã lừa dối rằng cô ấy có một quả bom hẹn giờ sẽ phá hủy viên đá. Joseph giết Wamuu trong trận chiến đó.
Vào ngày 28 tháng 2 năm 1939, Kars có được Super Aja và sử dụng nó cùng với mặt nạ đá để trở thành sinh vật tối thượng. Bây giờ hắn đã miễn nhiễm với ánh nắng mặt trời và có thể sử dụng Hamon, mong muốn duy nhất của Kars là giết Joseph. Joseph đánh cắp một chiếc máy bay của Đức Quốc Xã và cố gắng đâm vào Kars xuống hòn đảo núi lửa Vulcano. Joseph và Kars trốn thoát, nhưng cú sốc của vụ tai nạn máy bay đã gây ra một vụ phun trào núi lửa. Kars cố gắng giết Joseph bằng Hamon, nhưng Joseph theo bản năng giữ hòn đá Aja, khiến năng lượng tạo ra dẫn đến đỉnh điểm vụ phun trào, khiến Joseph và Kars bay lên trời trên một tảng đá lớn. Kars bị các mảnh vụn núi lửa hất văng vào không gian. Không thể chết, hắn trôi dạt trong không gian vĩnh viễn, cuối cùng không còn suy nghĩ. Trở về Trái đất, Joseph được chăm sóc sức khỏe bởi trợ lý của Lisa Lisa là Suzi Q, người mà anh kết hôn sau đó . Trong phần kết, lấy bối cảnh năm 1987, một người đàn ông lớn tuổi Joseph đáp chuyến bay từ Sân bay Quốc tế John F. Kennedy đến Nhật Bản, nơi con gái và cháu trai của ông sinh sống, dẫn đến những chương đầu tiên của phần truyện sau, Stardust Crusaders.

## Các nhân vật
- Joseph Joestar là nhân vật chính và là cháu của Jonathan Joestar. Giống như Jonathan, cậu có thể sử dụng Hamon, mặc dù ban đầu cậu không thành thạo trong việc sử dụng nó như Jonathan. Ban đầu anh ta sử dụng một cặp lúc lắc được thấm nhuần sức mạnh Hamon trong trận chiến, nhưng cậu dựa vào trí thông minh của mình nhiều hơn là thể lực trong các cuộc chiến, sử dụng khả năng kỳ lạ của mình để dự đoán hành động của đối thủ và những gì họ sẽ nói tiếp theo. Joseph xuất hiện trở lại trong Stardust Crusaders và Diamond Is Unbreakable.
- Caesar Anthonio Zeppeli là một quý ông quyến rũ và là cháu trai của sư phụ Jonathan Joestar, Will Anthonio Zeppeli. Anh khá ngầu và thu hút, đặc biệt là so với Joseph, người mà anh được ghép đôi một cách miễn cưỡng để chống lại các Người Cột. Nhưng theo thời gian, Joseph bắt đầu phát triển đến mức anh ta có thể hiểu được những suy nghĩ kỳ lạ của mình và họ tạo thành một bộ đôi bất bại. Anh truyền Hamon vào bong bóng xà phòng mà anh ta tạo ra bằng đôi găng tay đặc biệt của mình. Vào gần cuối phim, Caesar chết khi đang cố gắng đánh bại Wammu, theo cách giống như ông nội của mình, trao cho Joesph chút sức mạnh Hamon cuối cùng của mình để giúp Joseph đánh bại những tên người cột còn lại.
- Lisa Lisa tên thật là Elizabeth, là một bậc thầy Hamon bí ẩn sống ở Venice. Cô được giới thiệu là sư phụ về sóng gợn của Caesar và sau đó được tiết lộ là người cuối cùng còn sống sót của Bộ lạc Hamon cũng như mẹ của Joseph. Cô chiến đấu bằng cách huy động Hamon qua chiếc khăn được làm từ loại vải đặc biệt của cô.
- Smokey Brown là một tên trộm bình thường đến từ New York. Cậu kết bạn với Joseph Joestar khi cậu thấy Joseph  trong trận chiến chống lại Người Cột.
- Robert E. O. Speedwagon là đồng minh của Joseph và là bạn cũ của Jonathan. Sau sự kiện của Phantom Blood, Speedwagon đã định cư ở Mỹ, nơi ông trở thành một ông trùm dầu mỏ và thành lập Quỹ Speedwagon để đối phó với các mối đe dọa huyền bí như Mặt nạ đá và sau này là Người Cột.
- Rudol von Stroheim là chỉ huy của lực lượng Đức Quốc xã, người đã phát hiện ra Santana ở Mexico. Anh có trách nhiệm không chỉ cứu mạng Speedwagon mà còn cố gắng giúp Joseph đánh bại Santana bằng cách tự kích nổ bản thân mình cùng với hắn. Anh trở lại sau đó với tư cách là một Cyborg để hỗ trợ Joseph trong cuộc chiến chống lại Kars cùng với quân đội của anh ta.
- Esidisi là một trong những Người Cột. Giống như các Người Cột khác, anh sử dụng một phong cách chiến đấu đặc biệt được gọi là "Chế độ Nhiệt". Chế độ Kiểm soát Nhiệt của Esidisi cho phép anh làm cho máu của mình sôi ở 500°C (932°F) và tiêm nó vào kẻ thù của mình để thiêu sống chúng bằng cách mở rộng các mạch máu giống như kim ra khỏi cơ thể của mình.
- Wammu là một trong những người hầu trung thành của tộc Người Cột và Kars, theo danh dự của một chiến binh. Chế độ Gió của anh ta cho phép anh ta kiểm soát không khí trong phổi của mình, anh ta có thể sử dụng để thổi tung đối thủ của mình và cắt chúng bằng những cơn gió cực nhanh, hoặc khiến bản thân trở nên vô hình.
- Kars là nhân vật phản diện chính của sự kiện Battle Tendency, đồng thời là thủ lĩnh của bộ ba Người Cột và là người tạo ra những chiếc mặt nạ đá. Anh ta sử dụng Chế độ ánh sáng, cho phép anh ta tạo ra các phần phụ hình cánh cưa từ cơ thể của mình để tạo ra ánh sáng rực rỡ. Anh ta thông minh và tàn nhẫn, và duy nhất trong bộ ba nỗ lực để trở thành dạng sống tối thượng. Mặc dù Kars thành công, nhưng nỗi ám ảnh về việc giết Joseph đã dẫn đến thất bại của anh ta, khi anh ta bị đánh bật ra khỏi quỹ đạo Trái Đất và bị đóng băng trong Vũ Trụ đến mức không còn suy nghĩ.
- Santana là một trong những Người Cột. Anh ta được phát hiện bởi Đức quốc xã ở Mexico. Mặc dù anh ta không có Chế độ, nhưng anh ta có thể điều khiển cơ thể của mình, cho phép anh ta chui vào những khoảng không gian nhỏ và sử dụng xương sườn của mình làm lưỡi dao. Anh ta cũng có thể hấp thụ người khác vào cơ thể của chính mình. Khi được đánh thức, Santana cố gắng hấp thụ Joseph Joestar và Stroheim, nhưng anh đã bị mặt trời biến thành đá.

## Truyền thông

### Manga
Battle Tendency do tác giả Araki Hirohiko vẽ và bắt đầu đăng tuần tự trên tạp chí Weekly Shōnen Jump của Shueisha từ năm 1987 đến 1989, với tổng cộng 69 chương, bảy tập.

### Anime
Phần này được chuyển thể thành mùa đầu tiên của bộ anime truyền hình do David Production sản xuất, phát sóng từ tháng 12 năm 2012 đến tháng 4 năm 2013. Warner Bros. Home Entertaiment phát hành bản lồng tiếng Anh dưới dạng đĩa DVD cho tại gia và kỹ thuật số vào ngày 28 tháng 7 năm 2015.

### Trò chơi điện tử
Nhân vật Josepth phiên bản khi trẻ và già được thêm vào dưới dạng nhân vật có thể chơi được trong trò arcade năm 1998 của Capcom, JoJo Bizarre Adventure. Joseph và các nhân vật khác cũng xuất hiện vào trò chơi đối kháng JoJo Bizarre Adventure: All-Star Battle và trong JoJo Bizarre Adventure: Eyes of Heaven của Bandai Namco Games